# Castanopsis lamontii
Castanopsis lamontii är en bokväxtart som beskrevs av Henry Fletcher Hance. Castanopsis lamontii ingår i släktet Castanopsis och familjen bokväxter.

## Underarter
Arten delas in i följande underarter:
- C. l. lamontii
- C. l. shanghangensis